# Апликатура
В музиката апликатура, или още пръстовка, е изборът кои точно пръсти и позиции на ръката да се използват, когато се свири на даден музикален инструмент. Апликатурата се променя постоянно през цялото произведение. Предизвикателството при избирането на добра пръстовка, е в това движенията на ръката да са възможно най-удобни, без да се налага да се сменя позицията на ръката твърде често. Апликатурата може да е резултат от работата на композитора, който я пише в ръкописа, на издателя, който я добавя в печатния вариант, или на изпълнителя, който измисля своя собствена пръстовка по време на изпълнение. Някои издания предлагат два варианта на пръстовка за един и същи пасаж.
Апликатурата се отнася за различни инструменти, като например дървени духови, медни духови и струнни инструменти. В зависимост от инструмента може да не се използват всички пръсти. Саксофонистите, например, не използват десния си палец.

## Инструменти

### Клавишни инструменти
При инструментите с клавиатура се използват всички пръсти. Поради това има числа от 1 (палецът) до 5. Числата са отнасят за пръстите, а не за позицията на ръката върху клавиатурата. Бартоломео Кристофори изобретява пианото през 1700 г. То става популярно след 1740 г. и измества клавесина, а пианистичната техника се развива неимоверно много. Част от това развитие са и промените при пръстовката.

#### Клавишни инструменти: пиано
Съществуват много малко публикации свързани с апликатурата при пианото.
Спомената е от Карл Филип Емануел Бах (син на Й. С. Бах) в неговата книга Versuch über die wahre Art, das Clavier zu spielen („Есе за Истинското изкуство на свиренето на клавишни инструменти“), където той отделя няколко абзаца на тази тема.
Британският пианист Tobias Matthay пише малката книга „Принципи на апликатурата“ (Principles of Fingering, ISBN 0-900180-42-0).
През 1971 г. Julien Musafia издава своята книга „Изкуството на апликатурата при свиренето на пиано“ (The Art of Fingering in Piano Playing, M.C.A., New York, N.Y). Книгата съдържа музикални примери предимно от Бетовеновите Сонати за цигулка и за пиано, и от Прелюди и фуги на Шостакович.
През 2012 г. Rami Bar-Niv издава книгата си „Изкуството на апликатурата за пиано – традиционна, разширена и иновативна“ (The Art of Piano Fingering – Traditional, Advanced, and Innovative, AndreA 1060, Tel Aviv, Israel). Книгата учи на тънкостите при пръстовката, използвайки музикални примери, снимки и диаграми, упражнения и техники.

### Струнни инструменти
При струнните инструменти пръстите са номерирани от 1 до 4, започвайки от показалеца. Палецът не се брои, защото с него обикновено не се свири на струна, а 0 показва празна струна. В случаите, когато се налага употребата на палеца (като например при висока нота на виолончело), това се изписва със символ във формата на О с вертикална чертичка отдолу (нещо подобно на Ǫ или ϙ). Позицията се посочва чрез поредни номера (напр. 3-та) или римски цифри. Струните също се означават с римски цифри. При китарите позициите се посочват с римски цифри, а струните – с оградени номера.
Класическата китара има и бройна система за пръстовката на дърпащата ръка, наречена pima (или по-рядко срещано pimac), абревиатура от испански, където p=pulgar (палец), i=índice (показалец), m=medio (среден пръст), a=anular (безименен) и много рядко c=chico (кутре). Обикновено се среща при изключително трудни за изпълнение пасажи, които изискват специфична пръстовка.

### Медни духови инструменти
При тях пръстовката важи за вентилите и клапите, които присъстват на много медни инструменти.
Тромбонът, изцяло хроматичен меден инструмент без вентили, използва еквивалентна номерирана нотация за позиции при плъзгане, вместо пръстовка. Хроматичните изменения се получават с изтегляне на цуга (подвижната тръба, на която се поставя мундщука), а местата, на които се изтегля тръбата, се наричат позиции.

### Дървени духови инструменти
Апликатурата при дървените духови инструменти невинаги е проста и интуитивна. Обикновено зависи от разпределението и размера на отворите по дължината на инструмента.

## История
Йохан Себастиан Бах въвежда иновации при пръстовката за орган и клавир. Преди Бах, свиренето рядко е включвало палеца. Новата система на композитора запазва много от характеристиките на традиционната апликатура до този момент, включително преминаването на един пръст под или над друг, но набляга на далеч по-голямото използване на палеца. Модерната пръстовка също използва палеца в подобна степен и включва преминаването на палеца под другите пръсти, но не и преминаването, на който и да е друг пръст, под или над останалите.